# Hypopacha grisea
Hypopacha grisea är en fjärilsart som beskrevs av Berthold Neumoegen 1882. Hypopacha grisea ingår i släktet Hypopacha och familjen ädelspinnare. Inga underarter finns listade i Catalogue of Life.